# Chi Mây nước
Chi Mây nước (danh pháp khoa học: Flagellaria) là chi duy nhất của họ Mây nước (Flagellariaceae). Chi này gồm các loài thân leo, phân bố trong các khu rừng mưa nhiệt đới.

## Các loài
Chi này có 4 loài:
- Flagellaria guineensis
- Flagellaria indica: mây nước, mây vọt
- Flagellaria neo-caledonica
- Flagellaria gigantea

## Hình ảnh

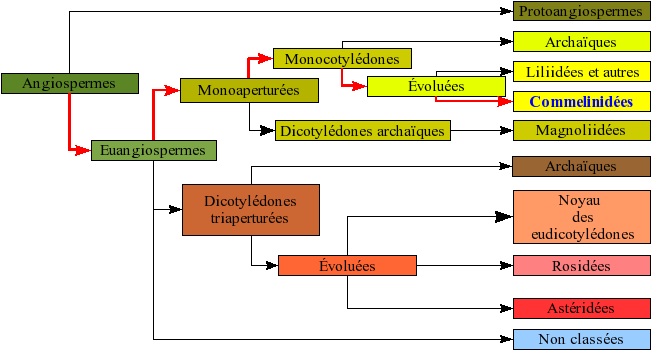
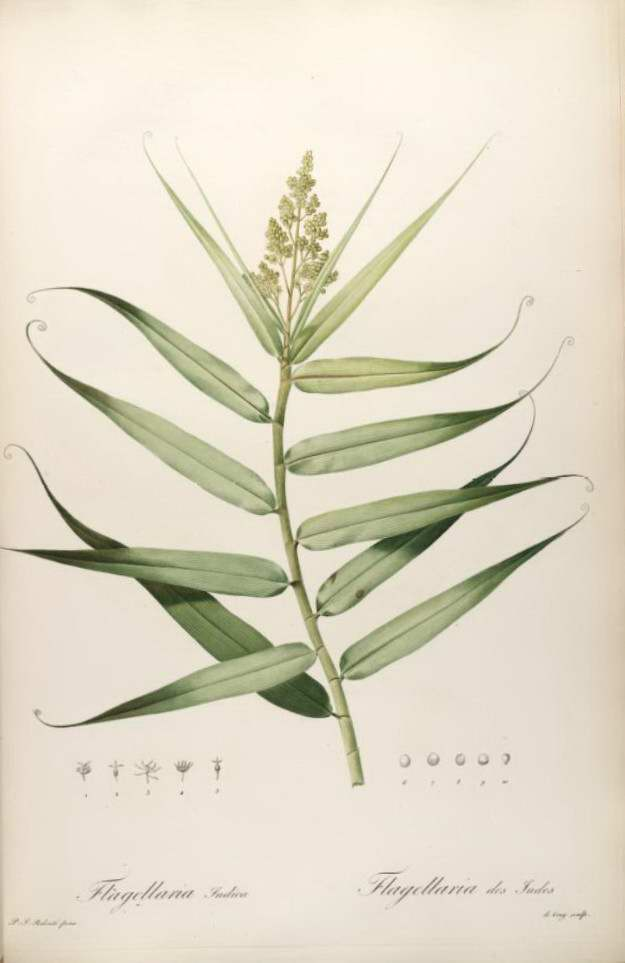
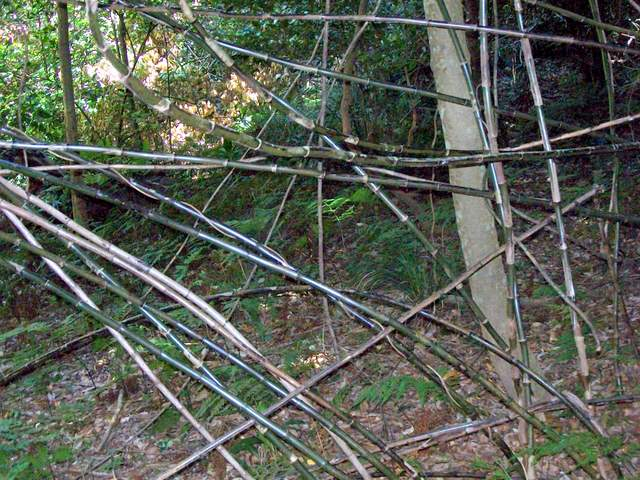